# 沙斐仪派
沙斐仪派（阿拉伯语：‎，拉丁化）、沙菲耶派，是逊尼派伊斯兰四大教法学中的一大派别，由阿拉伯学者穆罕默德·本·伊德里斯·沙斐仪于公元9世纪初创立。另外三大学派是哈乃斐派、罕百里派和马立克派。
在早期的伊斯兰教中，沙斐仪派是伊斯兰教法学中遵循者最多的一派。然而随着奥斯曼帝国的扩张，在部分穆斯林聚居区，其主导地位被哈乃斐派取代。

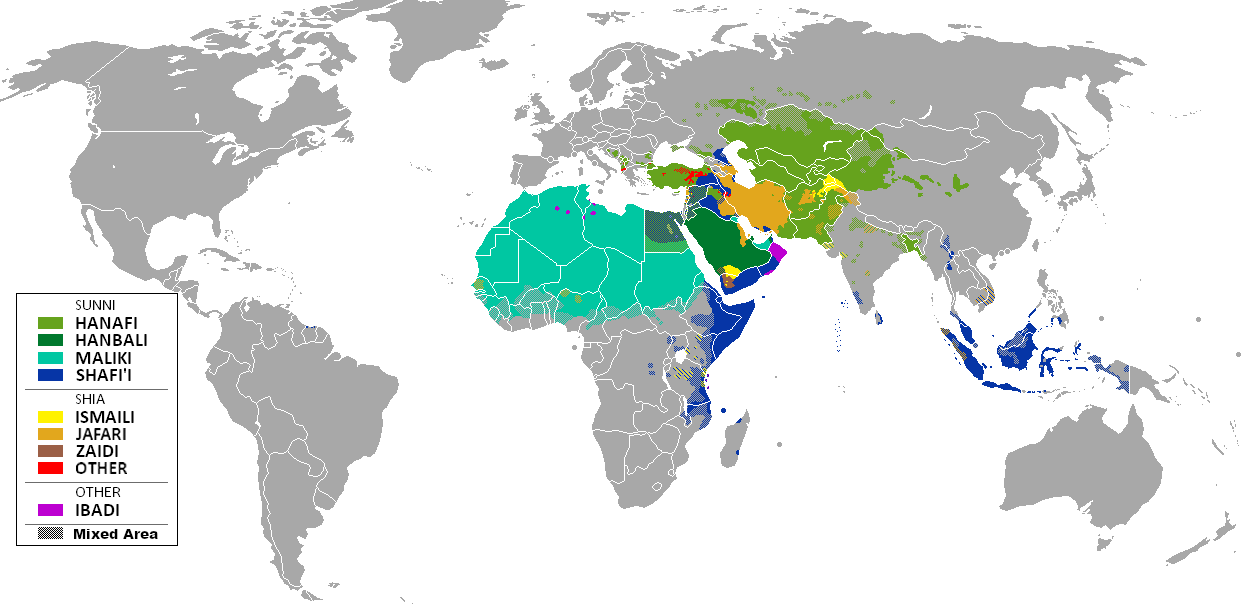
伊斯兰教法学分布，其中深蓝色为沙斐仪派。

## 主要原则
沙斐仪学派规定了五个权威的教法来源。按照等级划分的顺序，首先依靠的是古兰经，其次是圣训；当古兰经和圣训解释模棱两可时，沙斐仪学派则从“公议”（先知穆罕默德同伴们的一致意见）中寻求教法指导； 如果没有一致意见，则依据“伊智提哈德”（穆罕默德同伴的个人意见）；最后再依靠类比。
沙斐仪学派否认“伊斯提哈桑”（又译“优选”，在有更强的证据时放弃以前判例作出的新裁决）和“伊斯提斯拉赫”（又译“公益”，在公共利益基础上进行的判决）这两个原则的权威性，尽管他们被其他教法学派承认。“优选”和“公益”这两个原则没有古兰经或圣训的原文作为基础，只是伊斯兰教法学家们为了推广伊斯兰教的所作的理解。沙斐仪学派认为这两个原则是依靠的是人类的意见，可能产生腐败现象或会随着政治环境发生改变，因此拒绝承认其作为法学来源。

## 分布
穆斯林世界中，沙斐仪学派主要通行于下述地区：
- 非洲：吉布提，索马里，埃塞俄比亚，埃及东部，以及东非印度洋沿岸地区（英语：Swahili coast）。[11]
- 中东： 也门，库尔德斯坦，以色列，黎巴嫩，约旦部分地区，巴勒斯坦，以及沙特阿拉伯部分地区。
- 高加索：阿塞拜疆部分地区[12]。
- 南亚和东南亚：印度尼西亚，马来西亚，马尔代夫，斯里兰卡，印度西海岸，新加坡，缅甸，泰国，文莱，以及菲律宾南部地区。其中，伊斯兰教逊尼派沙斐仪学派是文莱和马来西亚的官方宗教。[13][14][15]

## 主要观点
不同穆斯林社区实行伊斯兰教法的严格程度有所差异，部分社区只实行教法的部分方面，如婚姻、继承等。下述为沙斐仪派伊斯兰教法的观点。

### 叛教
伊斯兰教法学的各个学派都认为叛教是一种罪行。沙斐仪学派对于叛教者首先给予三天的时间等待其悔改，若拒不悔改，传统的惩罚措施是处以死刑，无论是男性或女性。另外叛教者还要负民事责任，其财产要被没收并分发给穆斯林亲属，其婚姻宣布无效，子女交由国家监护。

### 亵渎
沙斐仪派认为亵渎是指侮辱或贬低安拉、穆罕默德或与伊斯兰教相关其他事物的行为，而亵渎和叛教是两种罪名。对于亵渎者，沙斐仪学派也给予悔改的机会，拒不悔改者传统上处以死刑，无论男性或女性。

### 石刑
对于通奸或同性恋等伊斯兰教所禁止的性行为，沙斐仪学派认为应当处以石刑。如果被指控者未婚，则可改为公开鞭刑。沙斐仪学派认可自我陈述、四个男性目击证人的证词（不接受女性的证词）以及怀孕（有时会有争议）为非法性行为的证据。

### 彩礼
与其他学派不同，沙斐仪学派没有规定结婚时穆斯林男方家庭必须付给女方的彩礼金额的最低值。

### 其他观点
- 与其他逊尼派伊斯兰教法学学派一样，沙斐仪派也规定最小的结婚年龄为：男性12岁，女性9岁。而成年的年龄是：男性18岁，女性17岁，成年之后可独自订立婚约。监护人有权安排未成年人的婚姻。[29]
- 传统的沙斐仪学派认为，男方有权和女方离婚，但女方不能首先向男方提出离婚。[30]
- 其他教法学派禁止下国际象棋，而沙斐仪学派只是不提倡。[31]
- 沙斐仪派禁止音乐、歌唱与舞蹈，这与其他学派的观点相似[32][33]，并且认为所有的乐器都应当被摧毁。[34]
- 沙斐仪派学者禁止对任何有生命的物体进行描绘、绘画。[35][36][37]
- 历史上曾有沙斐仪学派的文献批准过女性割礼，而沙斐仪学派的创始人认为男性和女性都有接受割礼的义务。[38][39]
- 沙斐仪学派禁止剃须，而其他学派只是不提倡。[40]

## 沙斐仪学派著名人物
- 穆罕默德·安萨里，波斯裔伊斯兰教神学家、教法学学家、哲学家。[41]
- 萨拉丁，埃及阿尤布王朝的第一位苏丹。[42]
- 艾什尔里，阿拉伯哲学家，逊尼派教法权威。[43]